# Station Bromborough Rake
Bromborough Rake is een spoorwegstation van National Rail in Bromborough, Wirral in Engeland. Het station is eigendom van Network Rail en wordt beheerd door Merseyrail. 